# Emidio Casula
Emidio Casula (Gonnosnò, 14 gennaio 1939) è un politico italiano.

## Biografia
Laureato in ingegneria mineraria, è iscritto all'albo degli ingegneri della provincia di Oristano; è stato inoltre docente di tecnologia meccanica a Cagliari e funzionario dirigente dell'Ente minerario sardo.
Iscritto al PSI dal 1963. In politica fece carriera con il Partito Socialista Italiano: divenne consigliere comunale e sindaco del suo paese oltreché consigliere regionale ed assessore della regione Sardegna.
Venne eletto deputato al termine delle elezioni politiche del 1992 e aderì al gruppo del PSI. Il mandato parlamentare durò per tutta l'XI Legislatura, sino al 14 aprile 1994.
Dopo l'inchiesta Mani Pulite e lo scioglimento del PSI, ha aderito ai Socialisti Democratici Italiani (di cui è stato segretario regionale sardo) e successivamente alla Rosa nel Pugno.
Condannato in primo grado e assolto in appello per abuso d'ufficio per asseriti favoritismi al compagno di partito Domenico Cadeddu (PM De Angelis e Poddighe).
Componente dell'esecutivo nazionale dello SDI, alle elezioni politiche del 2006 si candidò alla Camera dei deputati con la RnP nella circoscrizione Sardegna, ma non venne eletto. Dal 18 maggio del 2006 ha fatto parte del secondo governo Prodi in qualità di sottosegretario alla Difesa.